# Stergamataea dolliata
Stergamataea dolliata är en fjärilsart som beskrevs av Grossbeck 1908. Stergamataea dolliata ingår i släktet Stergamataea och familjen mätare. Inga underarter finns listade i Catalogue of Life.